# Вітленд (Каліфорнія)
Вітленд (англ. Wheatland) — місто (англ. city) в США, в окрузі Юба штату Каліфорнія. Населення — 3712 особи (2020).

## Географія
Вітленд розташований за координатами 39°0′27″ пн. ш. 121°25′44″ зх. д. / 39.00750° пн. ш. 121.42889° зх. д. (39.007566, -121.428792).  За даними Бюро перепису населення США в 2010 році місто мало площу 3,85 км², з яких 3,83 км² — суходіл та 0,02 км² — водойми. В 2017 році площа становила 21,05 км², з яких 21,04 км² — суходіл та 0,02 км² — водойми.

### Клімат
| Клімат : Вітленд                                                             | Клімат : Вітленд | Клімат : Вітленд | Клімат : Вітленд | Клімат : Вітленд | Клімат : Вітленд | Клімат : Вітленд | Клімат : Вітленд | Клімат : Вітленд | Клімат : Вітленд | Клімат : Вітленд | Клімат : Вітленд | Клімат : Вітленд | Клімат : Вітленд |
| Показник                                                                     | Січ.             | Лют.             | Бер.             | Квіт.            | Трав.            | Черв.            | Лип.             | Серп.            | Вер.             | Жовт.            | Лист.            | Груд.            | Рік              |
| Абсолютний максимум, °C                                                      | 24,4             | 28,3             | 31,7             | 36,1             | 40,6             | 45,0             | 43,9             | 44,4             | 45,0             | 40,0             | 31,7             | 26,1             | 45,0             |
| Середній максимум, °C                                                        | 12,8             | 16,7             | 20,0             | 23,9             | 28,3             | 32,8             | 36,1             | 35,6             | 32,2             | 26,7             | 18,3             | 13,3             | 24,8             |
| Середня температура, °C                                                      | 8,9              | 11,7             | 14,2             | 18,1             | 21,9             | 26,1             | 25,6             | 26,4             | 25,6             | 20,0             | 14,4             | 8,9              | 18,5             |
| Середній мінімум, °C                                                         | 3,9              | 6,1              | 7,8              | 9,4              | 12,8             | 15,6             | 17,8             | 16,7             | 15,0             | 11,1             | 7,2              | 4,4              | 10,7             |
| Абсолютний мінімум, °C                                                       | −6,7             | −5               | −3,3             | 0,0              | 3,3              | 7,2              | 10,0             | 7,2              | 8,3              | 0,0              | −2,8             | −8,3             | −8,3             |
| ---------------------------------------------------------------------------- | ---------------- | ---------------- | ---------------- | ---------------- | ---------------- | ---------------- | ---------------- | ---------------- | ---------------- | ---------------- | ---------------- | ---------------- | ---------------- |
| Джерело: http://www.weather.com/weather/wxclimatology/monthly/graph/USCA0608 |                  |                  |                  |                  |                  |                  |                  |                  |                  |                  |                  |                  |                  |

## Демографія
Згідно з переписом 2010 року, у місті мешкало 3456 осіб у 1219 домогосподарствах у складі 915 родин. Густота населення становила 898 осіб/км².  Було 1323 помешкання (344/км²).
Расовий склад населення:
| - 76,2 % — білих - 5,9 % — азіатів - 1,7 % — корінних американців - 1,2 % — чорних або афроамериканців - 0,1 % — вихідців з тихоокеанських островів - 8,0 % — осіб інших рас |

До двох чи більше рас належало 6,9 %. Частка іспаномовних становила 17,9 % від усіх жителів.
За віковим діапазоном населення розподілялося таким чином: 29,6 % — особи молодші 18 років, 60,0 % — особи у віці 18—64 років, 10,4 % — особи у віці 65 років та старші. Медіана віку мешканця становила 33,2 року. На 100 осіб жіночої статі у місті припадало 93,0 чоловіків;  на 100 жінок у віці від 18 років та старших — 91,0 чоловіків також старших 18 років.
Середній дохід на одне домашнє господарство  становив 65 762 долари США (медіана — 63 521), а середній дохід на одну сім'ю — 75 387 доларів (медіана — 67 028). Медіана доходів становила 50 893 долари для чоловіків та 42 161 долар для жінок. За межею бідності перебувало 18,1 % осіб, у тому числі 24,7 % дітей у віці до 18 років та 24,7 % осіб у віці 65 років та старших.
Цивільне працевлаштоване населення становило 1451 осіб. Основні галузі зайнятості: освіта, охорона здоров'я та соціальна допомога — 18,9 %, мистецтво, розваги та відпочинок — 17,7 %, науковці, спеціалісти, менеджери — 11,7 %, публічна адміністрація — 11,2 %.